# Парксвил (Јужна Каролина)
Парксвил (енгл. Parksville) град је у америчкој савезној држави Јужна Каролина.

## Демографија
По попису из 2010. године број становника је 117, што је 3 (-2,5%) становника мање него 2000. године.
| Група             | 2000.       | 2010.       |
| Белци             | 106 (88,3%) | 110 (94,0%) |
| Афроамериканци    | 11 (9,2%)   | 3 (2,6%)    |
| Азијати           | 0 (0,0%)    | 0 (0,0%)    |
| Хиспаноамериканци | 0 (0,0%)    | 1 (0,9%)    |
| Укупно            | 120         | 117         |